# Gottfried von Bismarck

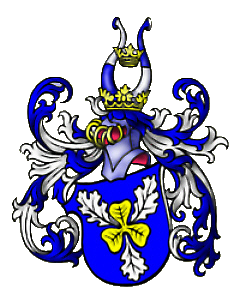
Herb Bismarcka

Gottfried Alexander Leopold Graf von Bismarck-Schönhausen (ur. 19 września 1962 w Uccle, Belgia – zm. 2 lipca 2007 w Londynie, Wielka Brytania) – niemiecki arystokrata, biznesmen oraz skandalista. Potomek Ottona von Bismarcka, premiera Prus, kanclerza Rzeszy zwanego „Żelaznym Kanclerzem”. 
W 1986 r. głośno było o nim w związku ze śmiercią w jego łóżku w Oksfordzie Olivii Channon, córki brytyjskiego ministra transportu Paula Channona. Kobieta zmarła po przedawkowaniu narkotyków. Choć hrabiego nie było w tym czasie przy niej, to skazano go za posiadanie amfetaminy i kokainy. 
Do kolejnej afery z udziałem arystokraty doszło w 2006, kiedy z tarasu jego apartamentu wypadł i zginął Anthony Casey mężczyzna uczestniczący w homoseksualnej orgii. 
Zmarł w swoim apartamencie w Londynie. Prawdopodobną przyczyną śmierci było przedawkowanie narkotyków. 